# Anoplodera antecurrens
Anoplodera antecurrens är en skalbaggsart som först beskrevs av Henry Frederick Wickham 1913.  Anoplodera antecurrens ingår i släktet Anoplodera och familjen långhorningar. Inga underarter finns listade i Catalogue of Life.